# Cristina Barcellini
Cristina Barcellini est une joueuse italienne de volley-ball née le 20 novembre 1986 à Novare. Elle mesure 1,83 m et joue au poste de réceptionneuse-attaquante. Elle totalise 89 sélections en équipe d'Italie.

## Biographie
Cristina Barcellini a commencé sa carrière en 1999 dans le club volley bellinzago, en quatrième division italienne. Elle reste avec le club de Novare jusqu'en 2003. Le club a, entre-temps, obtenu une promotion en troisième division.
En 2003 elle est engagée par l'équipe Asystel Novara où elle joue encore actuellement et dont elle est capitaine. Entre 2003 et 2006 elle alternait entre l'équipe principale et l'équipe secondaire, réservée aux jeunes. Dès 2006, elle est officiellement joueuse dans l'équipe principale. La saison suivante, à la suite de la blessure de Anna Podolec elle obtient le poste de capitaine. 
En 2007, elle gagne la Coppa di Lega et en 2008 la Coupe de la CEV féminine 2008-2009 pour laquelle elle est sélectionnée meilleure joueuse. 
En 2009 elle est sélectionnée pour la première fois dans l'équipe nationale italienne avec laquelle elle joue le Tournoi de Montreux et l'Universiade. Elle gagne alors une médaille d'argent et un or. Elle obtient une autre médaille d'or dans la World Grand Champions Cup.
Avec la nationale italienne, elle gagne, en 2010 un bronze au World Grand Prix et en 2011 un or à la Coupe du Monde.

## Clubs
| Club                  | Pays   | De        | À         |
| --------------------- | ------ | --------- | --------- |
| Volley Bellinzago     | Italie | 1999-2000 | 2002-2003 |
| Asystel Volley Novara | Italie | 2003-2004 | 2011-2012 |
| Imoco Volley          | Italie | 2012-2013 | …         |

## Palmarès

### Équipe nationale
- World Grand Champions Cup
  - Vainqueur : 2009.
- Coupe du monde
  - Vainqueur : 2011.

### Clubs
- Coupe de la CEV
  - Vainqueur : 2009.
- Championnat d'Italie
  - Finaliste : 2013.
- Supercoupe d'Italie
  - Finaliste : 2013.

### Récompenses individuelles
- Coupe de la CEV féminine 2008-2009: MVP.